# 立間祥介
立間 祥介（たつま しょうすけ、1928年3月22日 - 2014年6月2日）は、日本の中国文学者。慶應義塾大学名誉教授。本名読みは「よしすけ」である。

## 経歴
1928年、東京生まれ。1948年に善隣外事専門学校を卒業した。
その後は外務省に入省。東京都立大学 (1949-2011)講師、一橋大学講師となる。後に慶應義塾大学教授。退任後に慶応大学名誉教授となり、浜松大学教授も務めた。2014年6月2日午前2時6分、肺癌のため東京都武蔵野市の病院で死去。

## 研究内容・業績
- 戦後当初は、竹内好などの新中国文学研究運動に参加するが、古典白話小説から近代文学まで中国散文作品を幅広く翻訳・紹介を行った。
- 1982年のNHKテレビでの人形劇『三国志』で邦訳原作となり、一般に広く知られるようになった。後に文庫再刊されるなど『三国志』研究の大家の一人であり、諸葛孔明等の評伝論考も多数著した。

## 著書
- 『乱世を生きる 孫子』新人物往来社, 1974
- 『兵法六韜・三略入門 人を制する六つの智謀、三つの策略』日本文芸社 ダルマ・ブックス, 1974
- 『孝経入門 孝行の本質を説く』日本文芸社 ダルマ・ブックス, 1974
- 『三国志入門』日本文芸社, 1975。「英雄たちの三国志」にちぶん文庫, 1994
- 『人物中国志4 豪傑編 民衆と英雄』毎日新聞社, 1976。「人物中国志4　英雄の条件」徳間文庫, 1985
- 『中国の人と思想 3 孫子 戦わずして勝つ』集英社, 1984
- 『三国志行』潮文庫, 1987。潮出版社, 1992
- 『諸葛孔明 三国志の英雄たち』岩波新書, 1990
- 『真説 諸葛孔明』三笠書房, 1992。「軍師 諸葛孔明」知的生きかた文庫, 1998
- 『覇中国大帝伝 大地を制圧した皇帝十二人』学習研究社・歴史群像新書, 1994
  - 「中国大帝伝　大地を制圧した覇王の系譜」学研M文庫, 2001

## 編著・共著
- 竹内好著作ノート 図書新聞社 1965
- 周恩来の謎 名を捨てて実をとる生き方 守屋洋共著 主婦と生活社 1972
- 中国の故事と名言 歴史に刻まれた英雄・傑人の語録 常石茂共編 集英社文庫 1988
- 三国志事典 丹羽隼兵共著 岩波ジュニア新書 1994
- 年画・三国志 図説読み切り 王樹村共編 集英社 1994
- ポケット中国の故事名言集 稲田孝・村松暎共著 平凡社 1997
- 中国の群雄 英雄台頭 守屋洋共著 講談社 1997
- 三国志ものしり人物事典 丹羽隼平共著 文芸社 2005
- 知識ゼロからの三国志入門 幻冬舎 2009。横山光輝画
- 三国志戦略クロニクル 世界文化社「BIGMANスペシャル」 2006。図版本

## 翻訳
- 三国志演義 中国古典文学全集 第8・9 平凡社, 1958／中国古典文学大系 26・27 平凡社, 1968
新版：徳間文庫（全8巻、改訳版 全4巻）→角川ソフィア文庫 全4巻
- 中国現代文学選集 第12 野火と春風は古城に闘う 李英儒 平凡社, 1962
- 中国講談選 平凡社東洋文庫, 1969、ワイド版2004。編訳
- 世界文学全集 第62 駱駝祥子 老舎 集英社, 1970、岩波文庫, 1980
- 現代中国文学 10 紅岩 羅広斌・楊益言 河出書房新社, 1970
- 世界文学全集 第4 紅楼夢（抄） 曹雪芹 集英社, 1971
- 中国古典文学大系 47 児女英雄伝 文康 平凡社, 1971
- 花岡川の嵐 洛澤 潮出版社, 1972
- 中国古典文学大系 38 今古奇観 下 抱甍老人編 駒田信二共訳[3] 平凡社, 1973。平凡社東洋文庫（4・5） 1974-1975、ワイド版2004
- 世界文学全集 72 巴金 寒い夜 集英社, 1978
- 世界文学全集 43 水滸伝（抄） 学習研究社, 1979
- 霜葉は二月の花に似て紅なり 茅盾 岩波文庫, 1980
- 魯迅全集 3 野草・朝花夕拾・故事新編 学習研究社, 1986
- 水滸伝 講談社青い鳥文庫, 1986（児童向け）
- 現代中国文学選集 8 チャンピオン他 阿城 徳間書店, 1989
- 三国志外伝 民間説話にみる素顔の英雄たち 湖北省群衆芸術館編 徳間書店, 1990。岡崎由美共訳
- 三国志演義大事典 沈伯俊・譚良嘯編著 潮出版社, 1996。岡崎由美・土屋文子共訳
- 聊斎志異 蒲松齢  岩波文庫（上下）, 1997、ワイド版2010。編訳
- 聊斎志異 岩波少年文庫, 1997、新版2000。編訳（児童向け）
- 中国歴史文化事典 孟慶遠 主編 新潮社, 1998。小島晋治・丸山松幸共訳
- 茅盾回想録 みすず書房, 2002。松井博光共訳
- 全相三国志平話 潮出版社, 2011